# Payrignac

Payrignac este o comună în departamentul Lot din sudul Franței. În 2009 avea o populație de 701 de locuitori.

## Evoluția populației
| An        | 1975 | 1982 | 1990 | 1999 | 2006 | 2009 |
| --------- | ---- | ---- | ---- | ---- | ---- | ---- |
| Populație | 466  | 504  | 528  | 589  | 686  | 701  |